# Karlovy Vary
Karlovy Vary (; in tedesco Karlsbad; in polacco Karlowe Wary; lett. "Acque bullicanti di Carlo"; alternativamente in inglese Carlsbad) è una città della Repubblica Ceca, capoluogo del distretto e della regione omonimi. La città trae il nome dall'imperatore Carlo IV di Lussemburgo che le diede i diritti e poteri di città reale nel 1370. È la più grande località termale della Repubblica Ceca ed è anche la principale delle tre che compongono il "triangolo del benessere" (le due altre sono Mariánské Lázně e Františkovy Lázně).
Posta ai piedi dei Krušné Hory (Monti Metalliferi), Karlovy Vary si distende sui due versanti della stretta valle del fiume Teplá (il cui nome significa "caldo" perché d'inverno le sue acque non gelano mai), subito prima della confluenza con il fiume Ohře. Conosciuta anche per il Festival internazionale del cinema di Karlovy Vary e per il liquore digestivo Becherovka, la città vanta anche un discreto patrimonio artistico, fra cui numerosi edifici barocchi ed Art Nouveau. Attività prevalenti nella zona: cristallerie, vetrerie artistiche, produzione della porcellana. Nel 2021 è stata dichiarata patrimonio dell'umanità dall'UNESCO nelle Grandi città termali d'Europa.

## Geografia fisica
I comuni limitrofi sono Rybáře e Březová ad ovest, Drahovice, Vysoká, Všeborovice, Dalovice, Bohatice, Sedlec, Otovice, Sadov, Lesov, Nová Víska e Bor a nord, Hůrky ad est e Olšová Vrata, Kolová, Pila, Háje e Nové Stanovice a sud.

## Storia

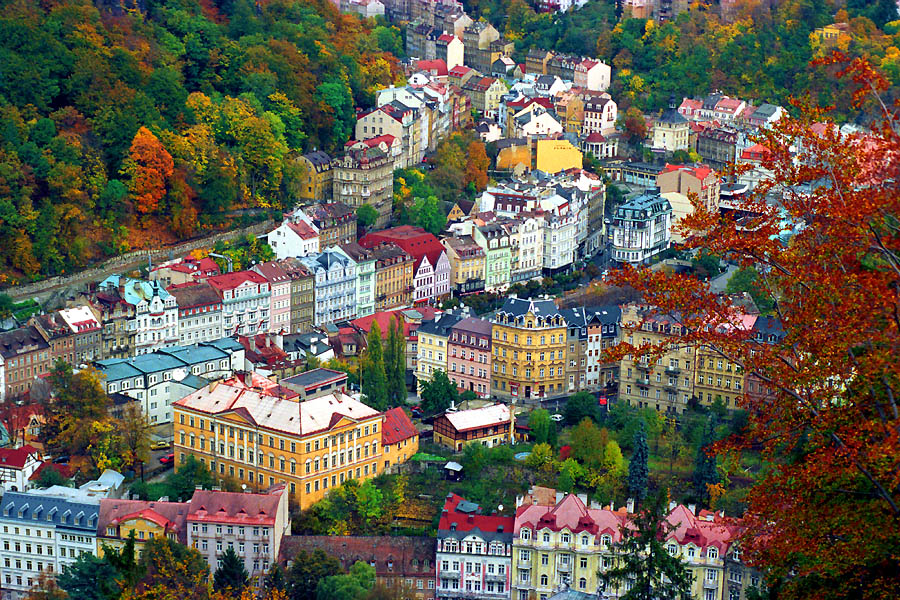
Karlovy Vary visto dall'alto.

La città fu fondata il 14 agosto 1370, dall'imperatore Carlo IV di Lussemburgo che, imbattutosi nelle numerose sorgenti termali della zona, ne aveva apprezzato le qualità. La leggenda narra di un cervo che fu scottato da un getto di acqua bollente scaturito d'improvviso dal suolo mentre fuggiva inseguito dai cani da caccia dell'imperatore.
A partire dal 1762, e in particolare nei decenni a cavallo tra Ottocento e Novecento, la località si affermò come uno dei più importanti centri termali d'Europa, divenendo meta di molti personaggi illustri quali membri dell'aristocrazia, pensatori, statisti, compositori e artisti del mondo tedesco, russo e mitteleuropeo (fra gli altri Goethe, Beethoven, Chopin, Dostoevskij, Marx, Freud.
Dal 6 al 31 agosto 1819 la città fu prescelta per una conferenza di ministri della Confederazione germanica presieduta da Metternich. Alla conclusione della conferenza vennero promulgati i celebri Deliberati di Karlsbad, che ebbero un ruolo fondamentale nel sistema della Restaurazione postnapoleonica e più in generale nella storia della Germania del Vormärz.
All'affermazione come centro di villeggiatura curativa contribuirono anche le pubblicazioni di medici come David Becher e Josef von Löschner e senz'altro il completamento delle linee ferroviarie che la collegavano a Praga e a Eger (Cheb) nel 1870. Il numero di visitatori passò dalle 134 famiglie del 1756 a una media annuale di 26 000 ospiti alla fine del XIX secolo. Nel 1911 tale numero aveva già raggiunto i 71 000 visitatori ma la Prima Guerra Mondiale mise bruscamente fine al turismo, portando al collasso dell'impero Austro Ungarico, qualche anno più tardi, nel 1918.
La maggioranza di lingua tedesca della popolazione protestò per l'annessione della città alla Cecoslovacchia sancita dal trattato di Saint Germain. Una grande dimostrazione il 4 marzo 1919 trascorse senza incidenti ma nello stesso mese 6 dimostranti furono uccisi dall'esercito ceco con l'intento di frenare la protesta che si andava rafforzando. Nel 1938 la regione dei Sudeti (Sudetenland), inclusa Karlsbad, divenne parte della Germania.
Come in altre città di Cecoslovacchia e Polonia, nel 1945, alla fine della seconda guerra mondiale, la popolazione di lingua tedesca, che ne costituiva la maggioranza, venne cacciata dalla città, e la città ripopolata con i cittadini cechi.

## Società

### Evoluzione demografica
| Anno        | 1930   | 1939   | 1947   | 3-3-1991 | 1-3-2001 | 1-1-2003 | 2005   | 2008   | 2011   |
| ----------- | ------ | ------ | ------ | -------- | -------- | -------- | ------ | ------ | ------ |
| Popolazione | 54 652 | 53 339 | 31 322 | 56 291   | 53 857   | 52 359   | 51 537 | 53 708 | 51 115 |

## Monumenti e cultura

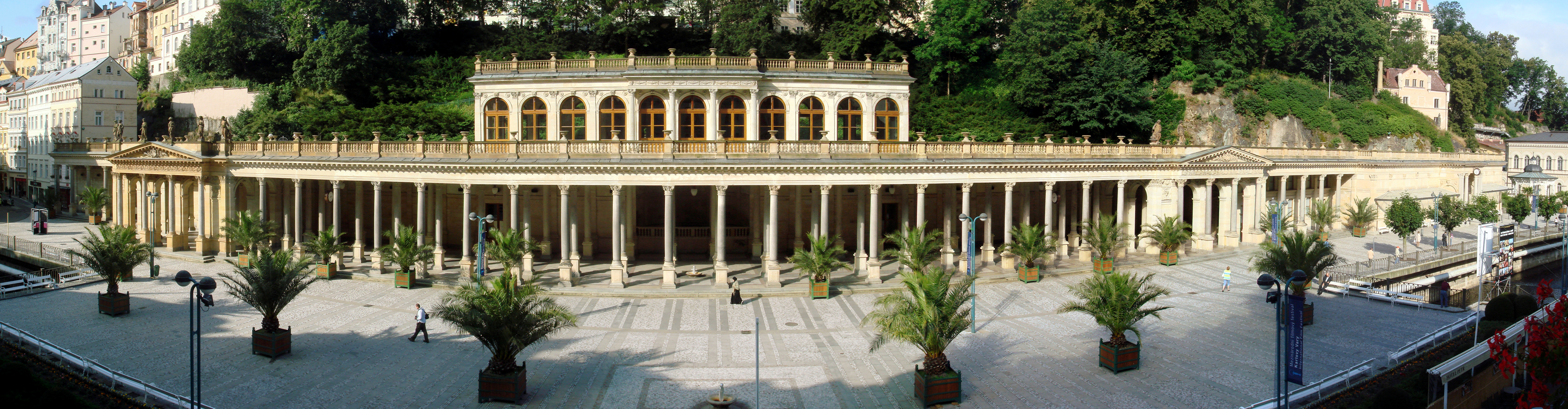
Colonnato del Mulino.

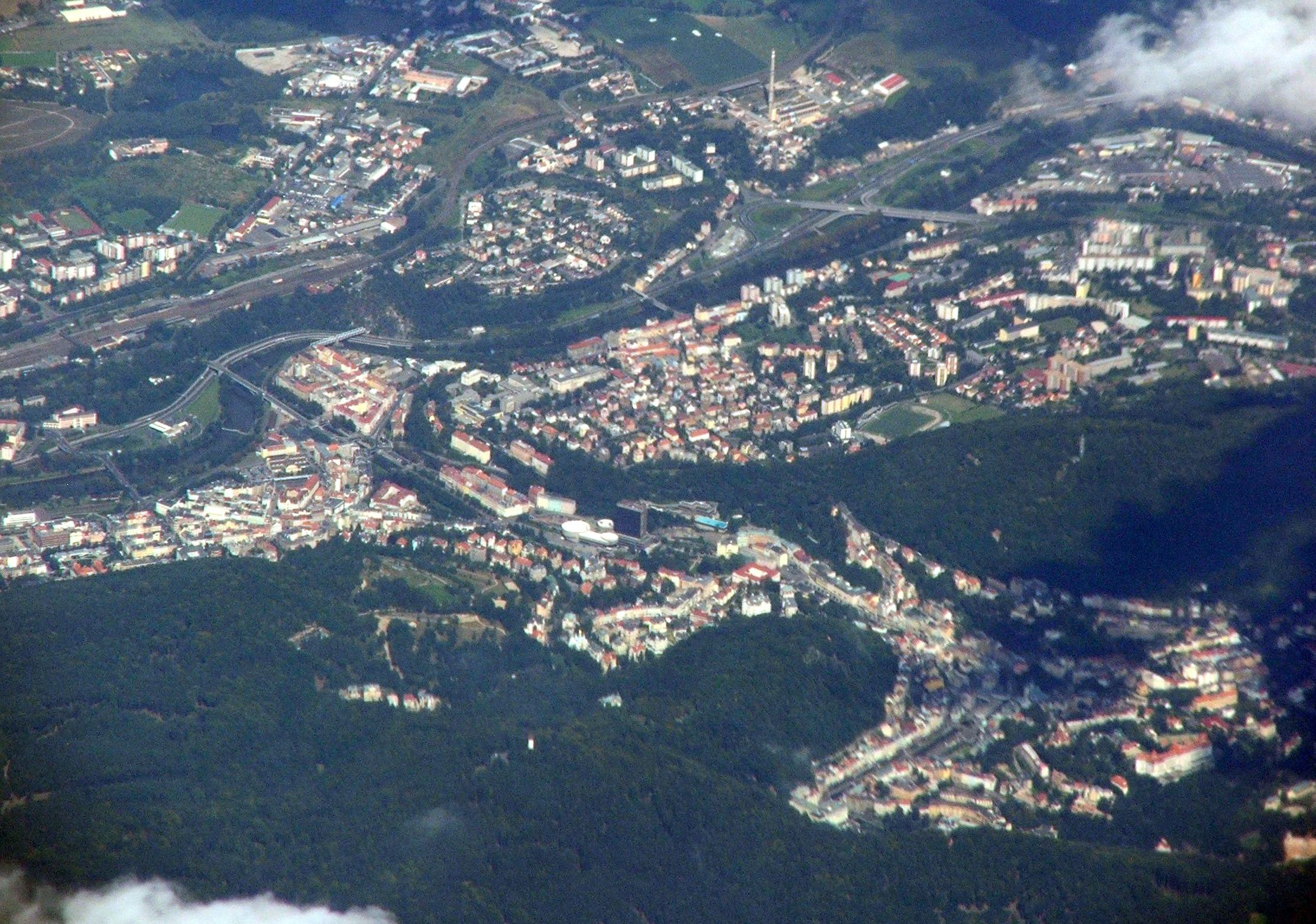
Veduta aerea di Karlovy Vary.

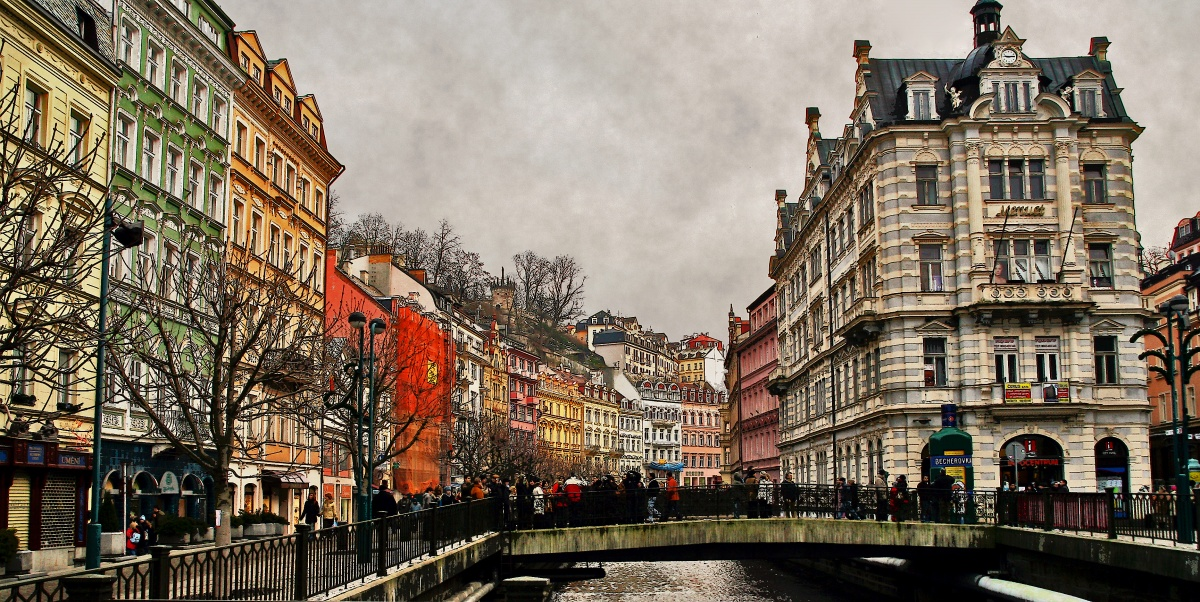
Scorcio della città.

Da 80 fonti, una quindicina delle quali a libero accesso, sgorgano ogni giorno 6 milioni di litri d'acqua ad altissimo contenuto minerale (6-7 g per litro) a temperature variabili fra i 30 e i 73 °C. Per le loro proprietà curative sono adatte per il trattamento delle malattie del apparato gastrointestinale, ma anche delle patologie croniche della spina dorsale e delle articolazioni.

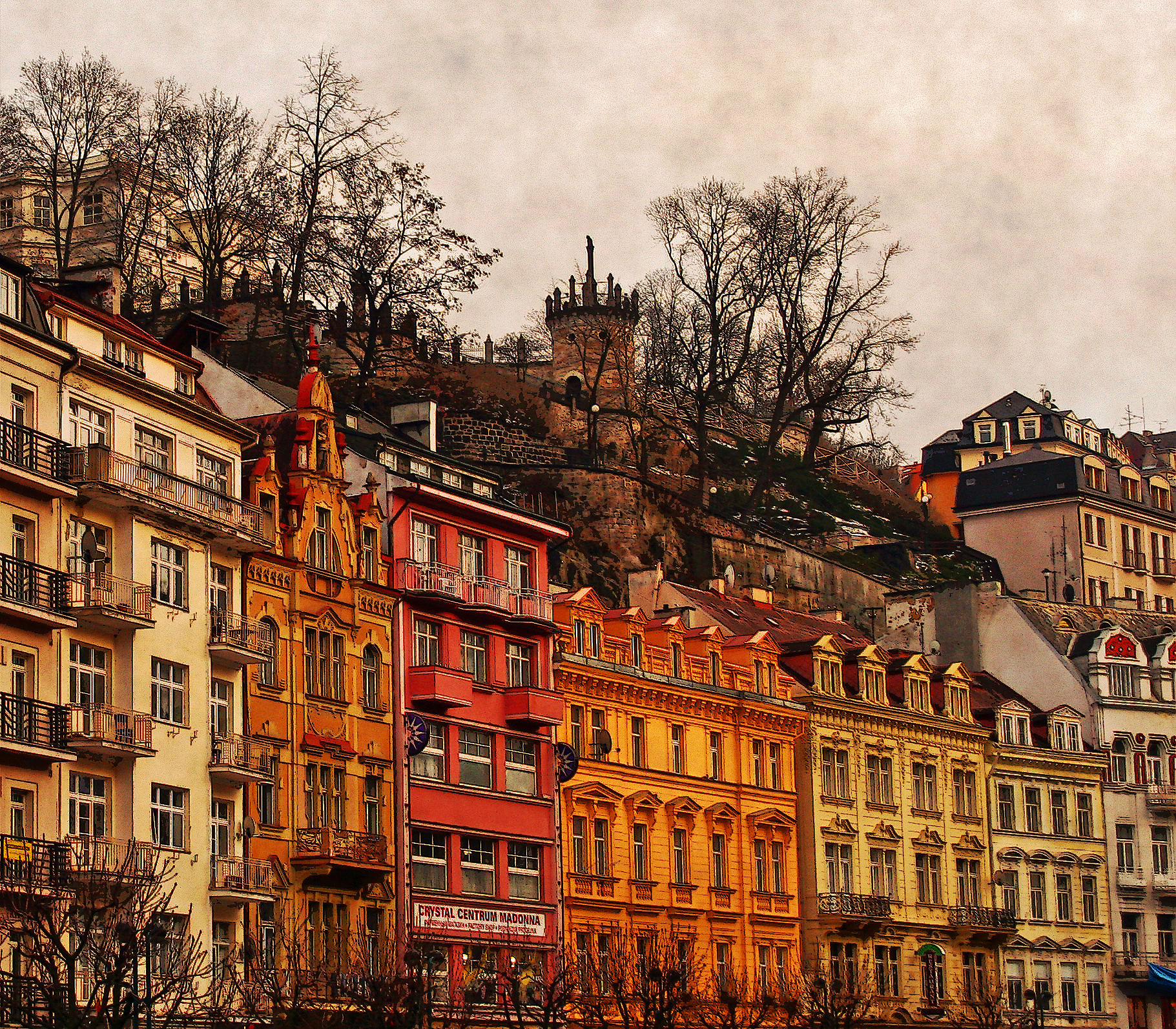
Scorcio di Karlovy Vary.

Il centro della cittadina è rappresentato dal lungo colonnato corinzio detto "Colonnata del Mulino" (di Josef Zítek, 1872-81) e dall'arteria pedonale che gli dà accesso, Tržište (Il Mercato). Il Tržište, fiancheggiato da negozi di cristalli e di artigianato, costeggia poi un ottocentesco Kolonáda ligneo, conducendo ai piedi della roccia dove si trova una torre (1608) dello scomparso castello trecentesco.
La vista panoramica più bella della città si gode dal belvedere della torre d'avvistamento Diana, posizionato sulla Výšina přátelství, sopra al Grandhotel Pupp (che dal 1701 è l'albergo simbolo del luogo, e che è stato anche una delle location principali della pellicola Casino Royale di James Bond). Altro punto panoramico si ha dalla Prospettiva Goethe. La via del parco, Sadová, su cui si affaccia una sfilata di case di cura termali in stabili d'epoca, collega il fondovalle con la chiesa ortodossa russa di sv Petr a Pavel (Ss. Pietro e Paolo, 1893-96).
La più antica e calda delle fonti cittadine, il Vridlo (zampillo) sorge all'interno di un moderno colonnato (Vřídelní kolonáda, 1975) a cavallo del fiume Teplá. La chiesa più importante è quella di sv Maria Magdaléna (Santa Maria Maddalena, 1731-37) di Kilián Ignác Dientzenhofer; fra gli altri edifici importanti il Karlovarské Muzeum (che ospita raccolte d'interesse locale), la Galleria d'Arte, il Teatro di V. Nezval, edificio di Lazne I., ex Cassa di Risparmio, e i sanatori Bristol ed Imperial che domina il panorama della città.
Il Festival internazionale del cinema di Karlovy Vary è il festival cinematografico più importante nella Repubblica Ceca. Istituito nel 1946, propone ogni anno centinaia di film che partecipano alla competizione, oltre a qualche decina fuori concorso. L'artigianato è fiorente, ad es.il quartiere Dvory ospita una delle più importanti fabbriche di produzione del cristallo, la fabbrica di fama mondiale "Moser". Karlovy Vary fu anche sede della finale dell'edizione 1993 di Giochi senza frontiere.

## Città associate a Karlovy Vary
Carlsbad (nel Nuovo Messico), Carlsbad (in California) e il Carlsbad Caverns National Park, negli Stati Uniti, prendono il loro nome da quello antico di Karlovy Vary.

## Citazioni letterarie
Le acque termali di Karlovy Vary vengono citate nel celebre romanzo I dolori del giovane Werther dello scrittore tedesco Johann Wolfgang Goethe, in occasione di una visita di Lotte, protagonista femminile del romanzo, ad un anziano pastore: "Ella lodava le benefiche qualità delle acque di Karlsbad, approvando la sua decisione di recarvisi l'estate prossima" (Milano, Centro Diffusione Cultura Editore, 1985, pag.31).